# Stephanie Heinrich
Pour les articles homonymes, voir Heinrich.
Dalene Kurtis Lindsey Vuolo
Stephanie Heinrich, née le 13 novembre 1979 à Cincinnati dans l'Ohio, est un modèle de charme et une actrice américaine. Après avoir été la première « Cybergirl of the Month » en janvier 2001, elle a été choisie par le magazine Playboy comme playmate du mois d'octobre 2001.

## Apparitions dans les numéros spéciaux dePlayboy
- Playboy's College Girls Mars 2001 - page 54.
- Playboy's Playmate Review Vol. 18 août 2002 - pages 72-77.
- Playboy's Sexy College Girls Août 2002 - pages 84-89.
- Playboy's Voluptuous Vixens Vol. 6 août 2002.